# مساواة عرقية
المساواة العرقية تعني الأشياء المختلفة في السياقات المختلفة. وتتعامل في أغلب الأحوال بدرجة متساوية مع جميع الأعراق.
ويمكن أن تشير إلى الإيمان بالمساواة البيولوجية لجميع الأعراق البشرية.
ويمكن أن تشير أيضًا إلى المساواة الاجتماعية لأشخاص ينتمون إلى عرق (تصنيف البشر. فهي هدف منصوص عليه لمعظم الحركات السياسية الحالية. وغالبًا ما يناهض أفراد المجتمع الذي يضم أعراقًا مختلفة أي انحراف يمارسه المجتمع عن حالة المساواة العرقية.